# Euphthiracarus vesciculus
Euphthiracarus vesciculus är en kvalsterart som beskrevs av Wojciech Niedbała 2004. Euphthiracarus vesciculus ingår i släktet Euphthiracarus och familjen Euphthiracaridae. Inga underarter finns listade i Catalogue of Life.